# Schnellfahrstrecke Stuttgart–Wendlingen
| Streckennummer (DB): | 4813                      |                                                   |                                                   |
| Streckenlänge: | ca. 25,2 km               |                                                   |                                                   |
| Spurweite: | 1435 mm (Normalspur)      |                                                   |                                                   |
| Streckenklasse: | D4                        |                                                   |                                                   |
| Stromsystem: | 15 kV 16,7 Hz ~           |                                                   |                                                   |
| Maximale Neigung: | 28 ‰                      |                                                   |                                                   |
| Streckengeschwindigkeit: | 250 km/h                  |                                                   |                                                   |
| Zugbeeinflussung: | ETCS Level 2 ohne Signale |                                                   |                                                   |
| Zweigleisigkeit: | durchgehend               |                                                   |                                                   |
| |                           |                                                   |                                                   |
| \| \| \| von Bretten \| \| \| \| \| Stuttgart Feuerbach \| \| \| \| \| nach Stuttgart Hbf (oben) (höhenfrei) \| \| \| \| \| Bietigheim-Bissingen–Stuttgart Hbf tief (S-Bahn) \| \| \| \| \| Tunnel Feuerbach \| \| \| \| \| Horb–Stuttgart \| \| \| \| \| Tunnel Bad Cannstatt \| \| \| \| 0,0 \| Stuttgart Hbf (neuer Hauptbahnhof) \| Stuttgart Hbf (neuer Hauptbahnhof) \| \| \| \| Stadtbahn Stuttgart \| \| \| \| 0,4 \| Fildertunnel (9.468 m) \| Fildertunnel (9.468 m) \| \| \| 0,7 \| Tunnel Obertürkheim \| Tunnel Obertürkheim \| \| \| 9,9 \| Südportal Fildertunnel \| Südportal Fildertunnel \| \| \| 10,4 \| Stuttgart Filder Heerstraße \| Stuttgart Filder Heerstraße \| \| \| \| Flughafentunnel (höhenfrei) \| \| \| \| \| Pfaffensteigtunnel \| \| \| \| \| Pfaffensteigtunnel \| \| \| \| \| Flughafentunnel (höhenfrei) \| \| \| \| 13,1 \| Stuttgart Filder Plieningen \| Stuttgart Filder Plieningen \| \| \| 19,3 \| Tunnel Denkendorf (768 m, A 8) \| Tunnel Denkendorf (768 m, A 8) \| \| \| 20,7 \| Eisenbahnüberführung Denkendorfer Tal (ca. 175 m) \| Eisenbahnüberführung Denkendorfer Tal (ca. 175 m) \| \| \| 21,3 \| Eisenbahnüberführung Sulzbachtal (ca. 366 m) \| Eisenbahnüberführung Sulzbachtal (ca. 366 m) \| \| \| 25,2 \| nach Ulm \| nach Ulm \| \| \| \| \| \| \| Kilometrierung nach Baukilometern[3] \| \| \| \| |                           |                                                   |                                                   |
| Strecke |                           | von Bretten                                       | von Bretten                                       |
| Blockstelle |                           | Stuttgart Feuerbach                               | Stuttgart Feuerbach                               |
| Abzweig ehemals geradeaus und nach links |                           | nach Stuttgart Hbf (oben) (höhenfrei)             | nach Stuttgart Hbf (oben) (höhenfrei)             |
| Kreuzung Streckenanfang (Strecke geradeaus außer Betrieb) (im Tunnel) |                           | Bietigheim-Bissingen–Stuttgart Hbf tief (S-Bahn)  | Bietigheim-Bissingen–Stuttgart Hbf tief (S-Bahn)  |
| Strecke (außer Betrieb) (im Tunnel) |                           | Tunnel Feuerbach                                  | Tunnel Feuerbach                                  |
| Kreuzung (Strecke geradeaus außer Betrieb) (im Tunnel) |                           | Horb–Stuttgart                                    | Horb–Stuttgart                                    |
| Abzweig geradeaus und von links (Strecke außer Betrieb) (im Tunnel) |                           | Tunnel Bad Cannstatt                              | Tunnel Bad Cannstatt                              |
| Bahnhof (Strecke außer Betrieb) (im Tunnel) | 0,0                       | Stuttgart Hbf (neuer Hauptbahnhof)                | Stuttgart Hbf (neuer Hauptbahnhof)                |
| Kreuzung mit Tunnelstrecke und geradeaus unten (im Tunnel) |                           | Stadtbahn Stuttgart                               | Stadtbahn Stuttgart                               |
| Strecke (außer Betrieb) (im Tunnel) | 0,4                       | Fildertunnel (9.468 m)                            | Fildertunnel (9.468 m)                            |
| Abzweig geradeaus und nach links (Strecke außer Betrieb) (im Tunnel) | 0,7                       | Tunnel Obertürkheim                               | Tunnel Obertürkheim                               |
| Tunnelende (Strecke außer Betrieb) | 9,9                       | Südportal Fildertunnel                            | Südportal Fildertunnel                            |
| Blockstelle (Strecke außer Betrieb) | 10,4                      | Stuttgart Filder Heerstraße                       | Stuttgart Filder Heerstraße                       |
| Abzweig geradeaus und nach rechts (Strecke außer Betrieb) |                           | Flughafentunnel (höhenfrei)                       | Flughafentunnel (höhenfrei)                       |
| Kreuzung mit Tunnelstrecke (Strecken außer Betrieb) |                           | Pfaffensteigtunnel                                | Pfaffensteigtunnel                                |
| Kreuzung mit Tunnelstrecke (Strecken außer Betrieb) |                           | Pfaffensteigtunnel                                | Pfaffensteigtunnel                                |
| Abzweig geradeaus und von rechts (Strecke außer Betrieb) |                           | Flughafentunnel (höhenfrei)                       | Flughafentunnel (höhenfrei)                       |
| Blockstelle (Strecke außer Betrieb) | 13,1                      | Stuttgart Filder Plieningen                       | Stuttgart Filder Plieningen                       |
| Tunnel (Strecke außer Betrieb) | 19,3                      | Tunnel Denkendorf (768 m, A 8)                    | Tunnel Denkendorf (768 m, A 8)                    |
| Brücke (Strecke außer Betrieb) | 20,7                      | Eisenbahnüberführung Denkendorfer Tal (ca. 175 m) | Eisenbahnüberführung Denkendorfer Tal (ca. 175 m) |
| Brücke (Strecke außer Betrieb) | 21,3                      | Eisenbahnüberführung Sulzbachtal (ca. 366 m)      | Eisenbahnüberführung Sulzbachtal (ca. 366 m)      |
| Strecke (außer Betrieb) | 25,2                      | nach Ulm                                          | nach Ulm                                          |
| |                           |                                                   |                                                   |
| Kilometrierung nach Baukilometern |                           |                                                   |                                                   |

Die Schnellfahrstrecke Stuttgart–Wendlingen ist eine im Zuge des Projekts Stuttgart 21 im Bau befindliche Eisenbahn-Neubaustrecke. Sie führt vom Hauptbahnhof Stuttgart über den Fildertunnel auf die Filderebene und von dort zum Neckartal nach Wendlingen, wo sie in die Schnellfahrstrecke Wendlingen–Ulm übergeht.
Über den Flughafentunnel wird der neue Flughafen Fernbahnhof an die Strecke angebunden, der dort beginnende Pfaffensteigtunnel stellt die Verbindung zur Bahnstrecke Stuttgart–Horb her.
Die Entwurfsgeschwindigkeit der rund 25,2 km langen Strecke liegt bei weitgehend 250 km/h. Sie soll im Dezember 2026 in den kommerziellen Betrieb gehen.

## Verlauf
Die Strecke beginnt in Stuttgart-Feuerbach und führt über den Tunnel Feuerbach in den neuen Stuttgarter Hauptbahnhof. Sie erreicht mit Hilfe des 9468 Meter langen Fildertunnels südwestlich von Stuttgart-Plieningen in der Nähe des Flughafens Stuttgart die A 8. Dieser folgt sie nördlich parallel etwa 10 Kilometer in östlicher Richtung bis zur Rastanlage Denkendorf. Am Beginn des Bündelungsabschnitts fädelt dabei der Flughafentunnel zum Flughafen Fernbahnhof aus der Neubaustrecke aus. Bahnbetrieblich ist die Strecke im Bereich des Flughafens Teil des Bahnhofs Stuttgart Filder (Betriebsstellenkürzel TFLD).
Zwischen Denkendorf und Neuhausen unterquert die Strecke die A 8 im 768 m langen Tunnel Denkendorf und folgt ihr anschließend südlich parallel in südöstlicher Richtung. Am westlichen Widerlager der Neckarbrücke Wendlingen geht die Strecke in die Schnellfahrstrecke Wendlingen–Ulm über.

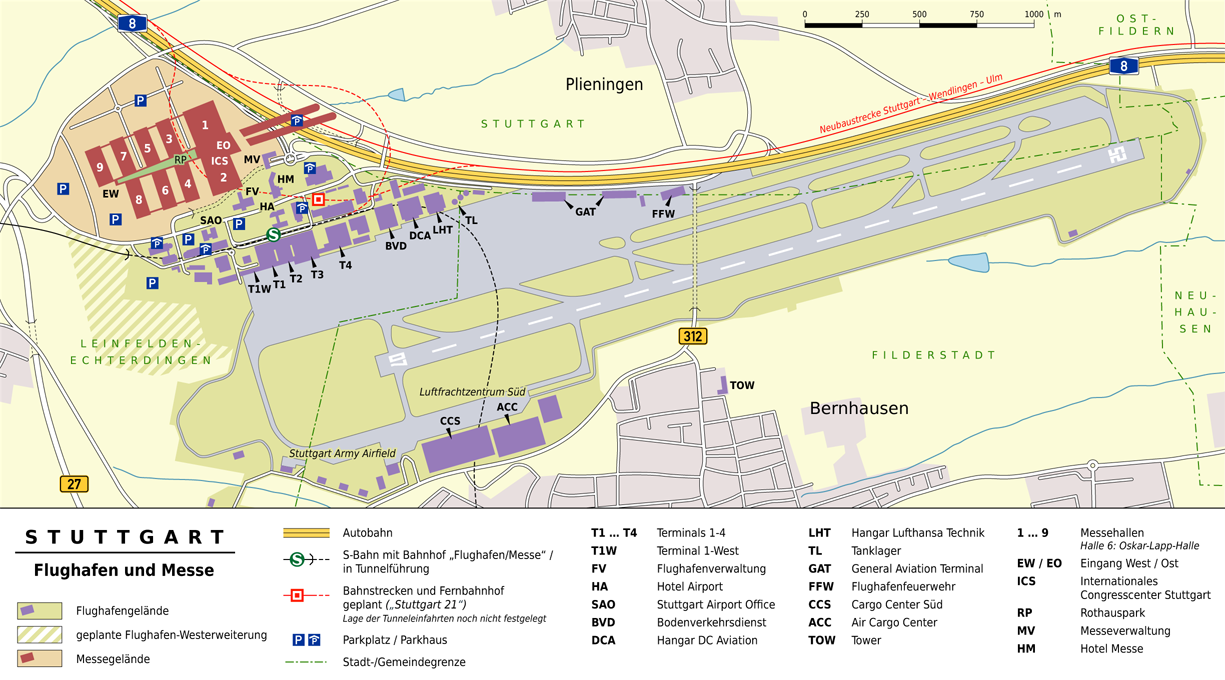
Flughafen und Messegelände mit Neubaustrecke, Flughafentunnel, Flughafenkurve und S-Bahn-Bestandsstrecke (veralteter Planungsstand).
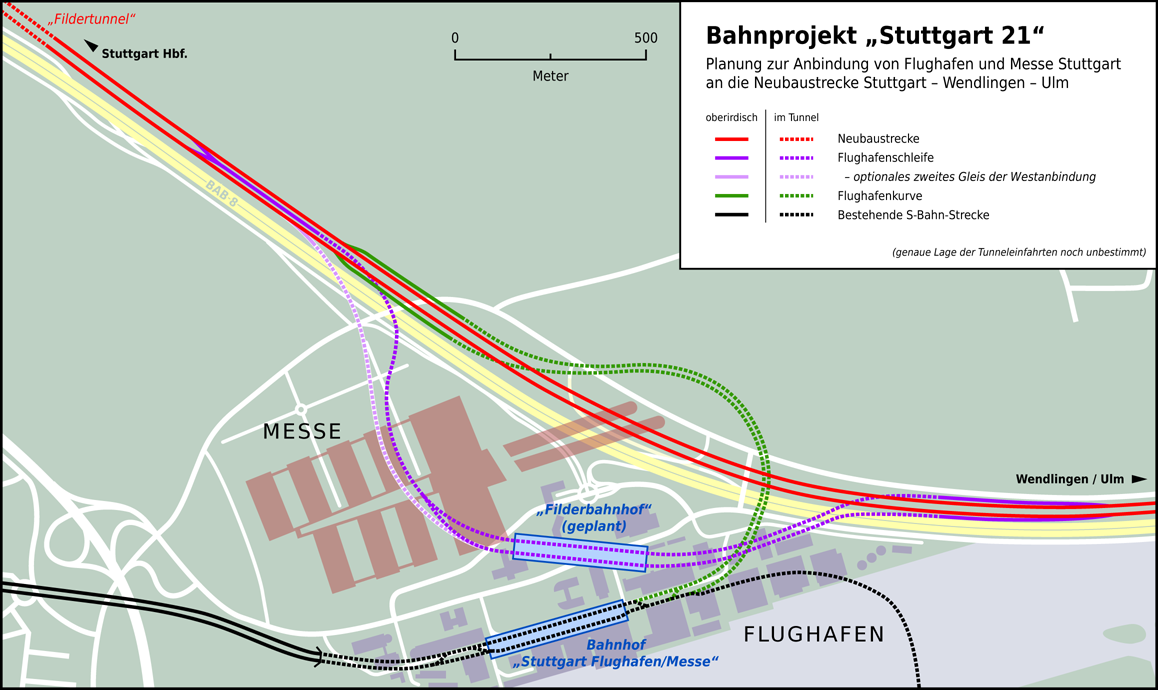
Schematischer Gleisplan im Flughafenbereich (veralteter Planungsstand).
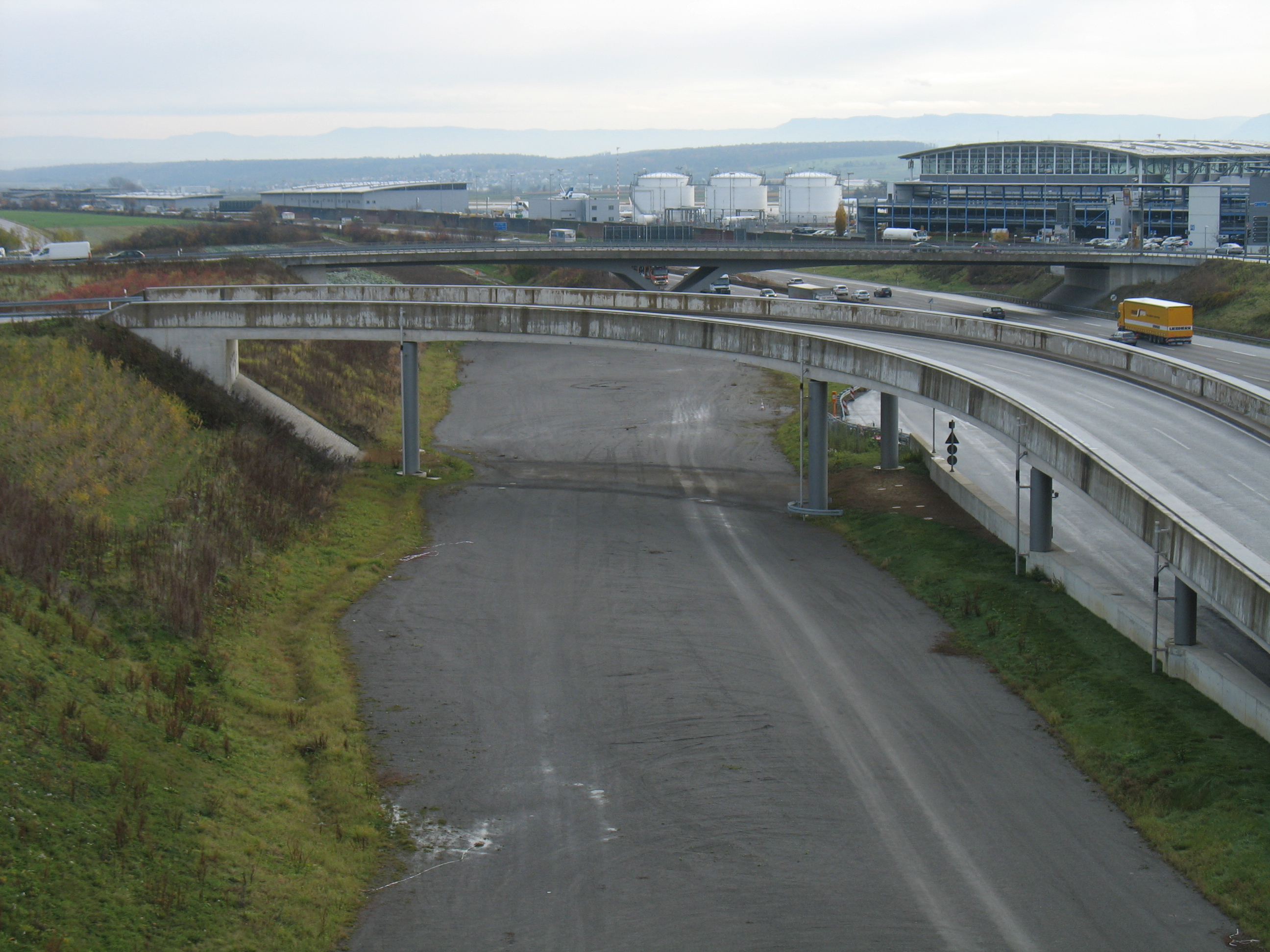
Vorbereitetes Planum und Überführungen im Bereich des Messegeländes.
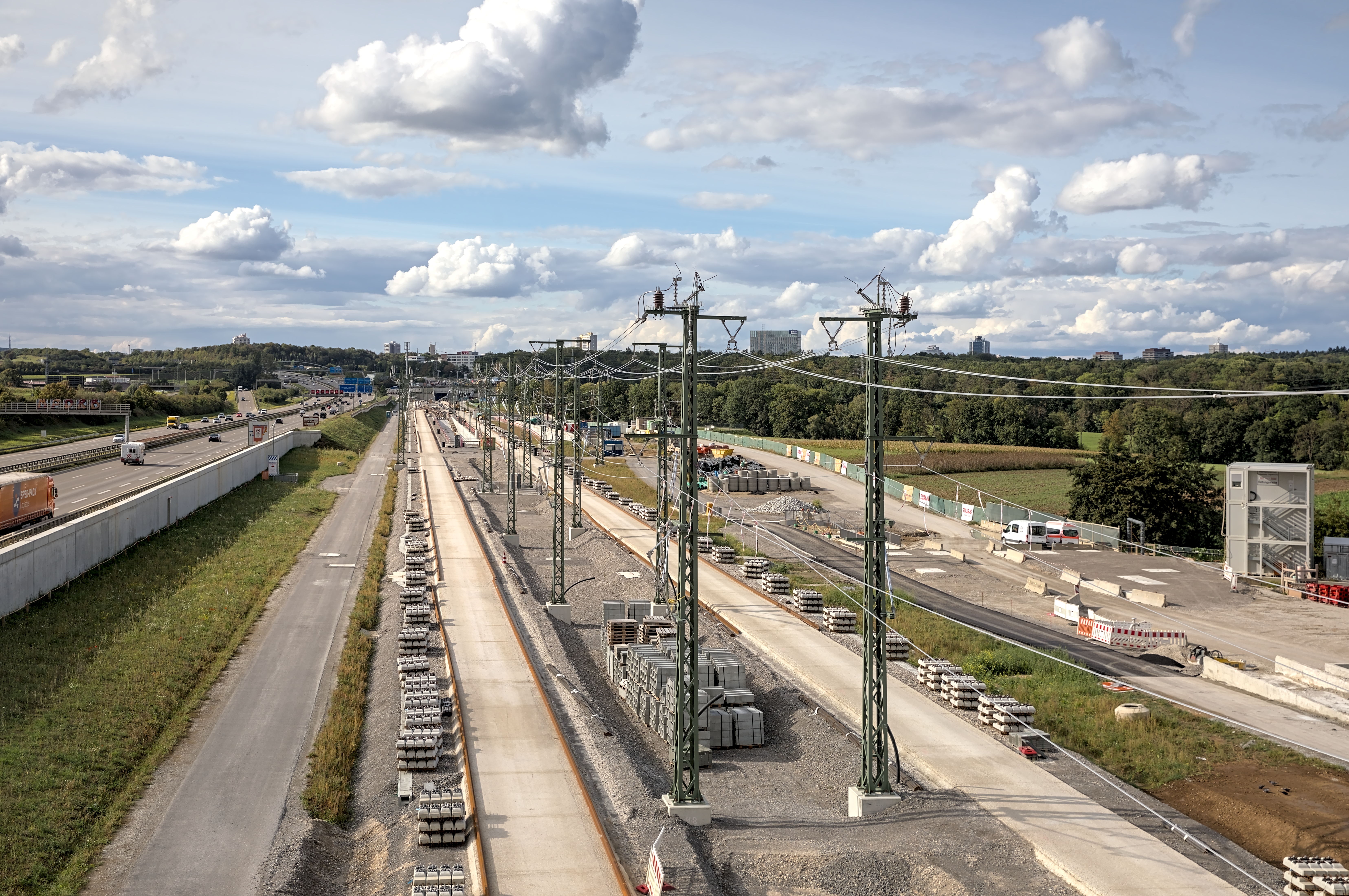
Ausgang des Fildertunnels mit anschließender Parallellage zur Bundesautobahn 8.

### Querschnitt
Im Bereich der Verkehrswegebündelung mit der Autobahn ist ein Abstand zwischen dem angrenzenden Fahrbahnrand und der Achse der Neubaustrecke von 26,50 m vorgesehen. Bei Scharnhausen liegt dieser Abstand aufgrund beengter Verhältnisse bei bis zu 18,00 m, ab der Autobahn-Anschlussstelle Wendlingen (km 23,4) bis zur Neckarquerung bei 29,50 m. Ein zukünftig möglicher vierstreifiger Ausbau der Autobahn wurde bei der Festlegung des Abstandes berücksichtigt.

## Geschichte

### Planung
Eine Neubaustrecke zwischen Stuttgart und Ulm wurde, als Teil der Neu- und Ausbaustrecke Stuttgart–Augsburg im Bundesverkehrswegeplan 1992 geführt.
Der in das Raumordnungsverfahren des Projekts Stuttgart 21 im Dezember 1996 eingebrachte Entwurf entsprach zwischen dem Raum Scharnhausen und Wendlingen in weiten Teilen der späteren Planung. Der Fildertunnel hätte dabei einen anderen Verlauf genommen, zwischen Plieningen und Scharnhausen wäre ein Gleisdreieck entstanden. Die Kleine Wendlinger Kurve wäre kurz vor (westlich) der Neckarquerung aus der Neubaustrecke ausgefädelt.
Der Neubaustrecke liegt in drei Planfeststellungsabschnitten: Der Abschnitt 1.2 beschreibt den Fildertunnel (km 0,4 bis 10,0), der Abschnitt 1.3 den nördlich am Flughafen vorbeiführenden Abschnitt (einschließlich der hier vorgesehenen Anschlussstrecken; km 10,0 bis 15,3). Der Abschnitt 1.4 führt vom östlichen Ende des Flughafen-Rollfeldes (km 15,3) zur Neckarquerung bei Wendlingen (km 25,2).
Zwischen der Westgrenze des Planfeststellungsabschnitts 1.4 und dem Tunnel Denkendorf wurden drei Varianten (mit fünf Untervarianten) untersucht, im Bereich der Neckarquerung Wendlingen vier. Die Planfeststellung für den Abschnitt 1.4 wurde am 16. Juni 2002 beantragt, der Beschluss am 29. Mai 2008 übergeben.
Das Planfeststellungsverfahren im Abschnitt 1.3 soll mit dem Einreichen der abschließenden Pläne beim Eisenbahn-Bundesamt im November 2011 fortgeführt werden. Anfang 2012 sollen die Pläne öffentlich ausgelegt werden. (Stand: August 2011)

### Bauvorleistungen

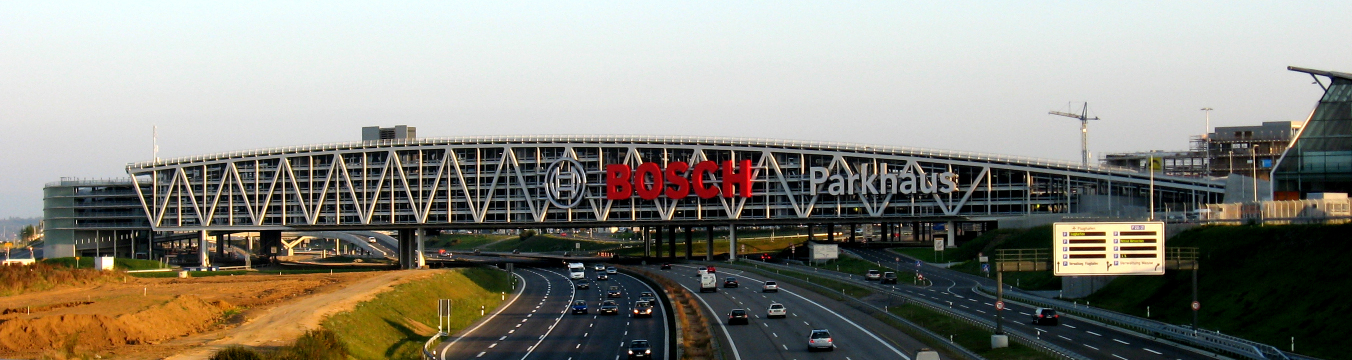
Unter dem Parkhaus an der Neuen Messe wurde bereits nördlich der Autobahn eine Öffnung für die Neubaustrecke freigehalten (Links im Bild; Blick Richtung Osten).

Beim Bau der Messe Stuttgart wurde beim Bau zweier Straßenüberführungen und des Parkhauses der Messe die Trasse freigehalten. Darüber hinaus ist die Statik einiger Messehallen so ausgelegt, dass der Tunnelbau darunter erleichtert ist. Insgesamt sind 30 Millionen Euro in diese Vorleistungen investiert worden.

### Ausschreibungen und Vergaben
Im Juli 2017 wurde der Bau eines 2,2 km langen Abschnitts zwischen Plieningen und der Stuttgarter Stadtgrenze europaweit ausgeschrieben. Beim weiteren Abschnitt, der auch den Flughafenbahnhof mit einschließt, soll der Ausgang einer Klage abgewartet werden. Die Ausschreibung wurde später aufgehoben.
Im August 2018 folgte eine erneute Ausschreibung für die im Planfeststellungsabschnitt 1.3a geplanten Maßnahmen, darunter ein 5 km langer Abschnitt der Neubaustrecke. Der zu vergebende Vertrag soll vom 1. Juli 2019 bis 24. März 2023 laufen. Der Bauauftrag, der auch den Flughafentunnel mit einschließt, wurde am 14. Oktober 2019 für 481 Millionen Euro vergeben. Auf den Flughafentunnel, einschließlich des Flughafenbahnhof und eines 3,1 km langen Abschnitts der Neubaustrecke entfallen dabei 387 Millionen Euro der Auftragssumme.
Der Umbau der Autobahn-Anschlussstelle Wendlingen wurde ebenfalls im Juli 2017 ausgeschrieben.
Der Auftrag zum Bau eines 6 km langen Abschnitts vom Flughafen bis Wendlingen wurde Ende März 2018 bekanntgemacht. Er wurde für rund 56 Millionen Euro an Vinci vergeben. Die Arbeiten sollen im Frühjahr 2020 abgeschlossen werden.
Im Dezember 2016 wurde die Fahrleitungsanlage der Strecke ausgeschrieben.
Der Auftrag für die bahntechnische Ausrüstung des Abschnitts zwischen Flughafen und Wendlingen sowie des Flughafentunnels, wurde im September 2020 für 80 Millionen Euro an eine Arbeitsgemeinschaft der Unternehmen Ed. Züblin, der Bahnbau Gruppe sowie der Rhomberg Gruppe, vergeben. Dazu zählt u. a. die Feste Fahrbahn.

### Bau und Inbetriebnahme

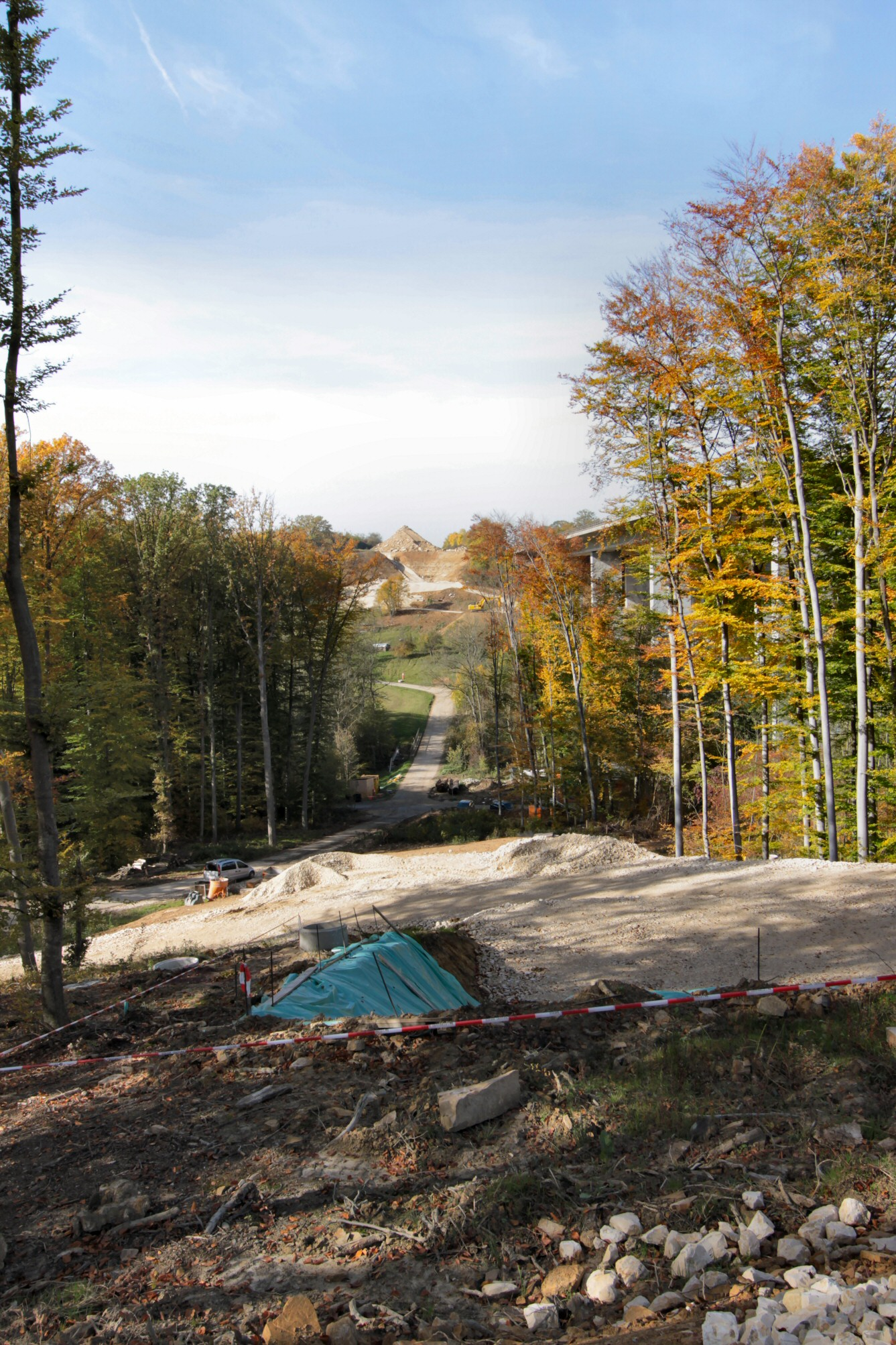
Die Baustelle der neuen Sulzbachtalquerung im Oktober 2012, gesehen vom im Bau befindlichen südöstlichen Widerlager

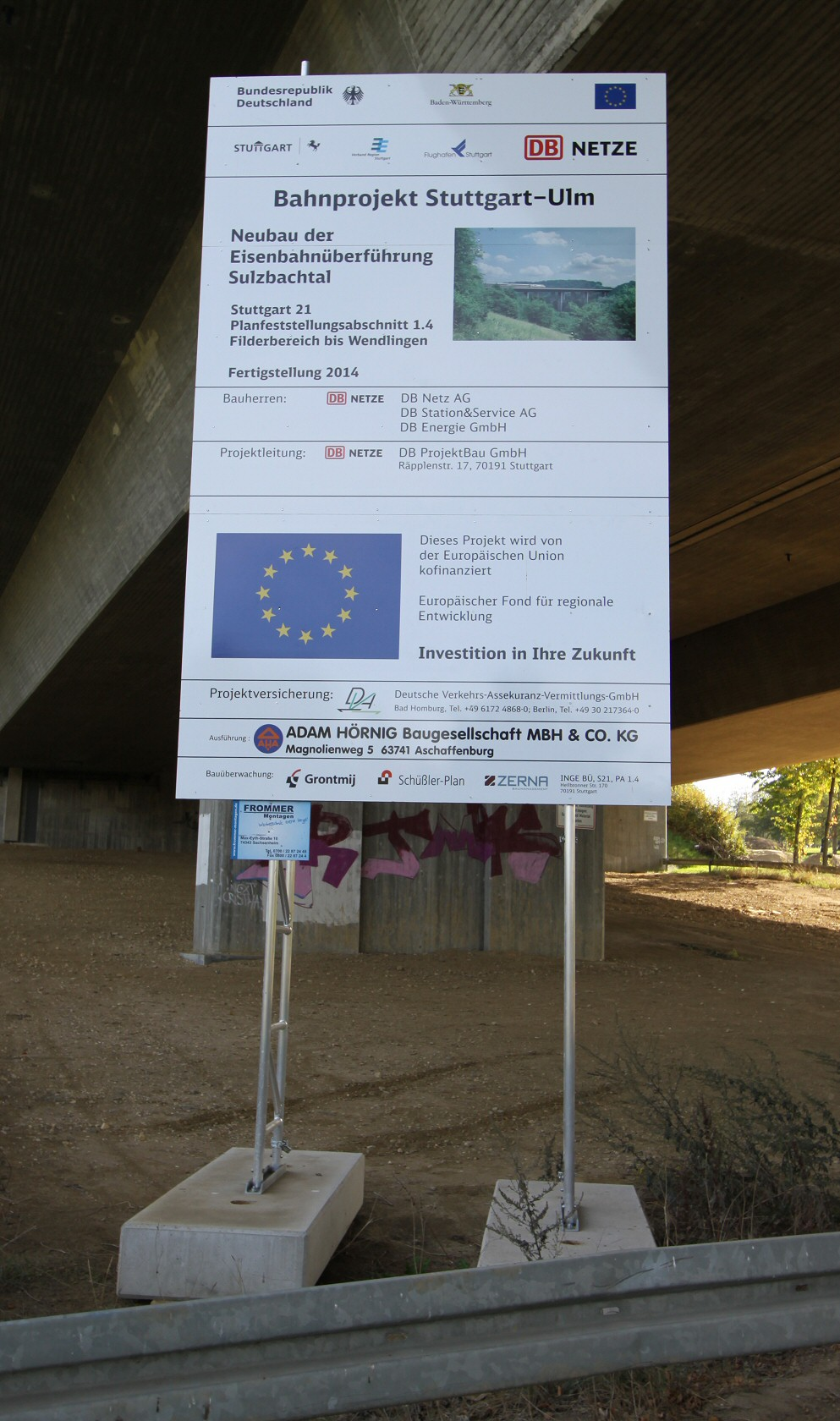
Das Bauschild an der Baustelle für die neue Sulzbachtalquerung im Oktober 2012

Die Eisenbahnüberführung Sulzbachtal war 2012 noch im Bau. Die Vergabe der beiden Planfeststellungsabschnitte sollte ab 2014 erfolgen.
Für den Planfeststellungsabschnitt 1.4 wird von einer Bauzeit von etwa vier Jahren ausgegangen; anschließend sind die Abnahme und ein etwa einjähriger Probebetrieb vorgesehen.
Im September 2018 begannen die Trassierungsarbeiten in einem rund sechs Kilometer langen Abschnitt.
Im März 2025 teilte die DB mit, auf einem Großteil der Strecke (ab Streckenkilometer 4,8) die Oberleitung unter Spannung gesetzt zu haben.
Hochtastfahrten mit bis zu 275 km/h zwischen dem Fildertunnel und dem Bahnhof Merklingen waren im ersten Halbjahr 2025 geplant. Im Mai 2025 fanden erste Messfahrten mit dem ICE S statt.

### Betrieb
Ein Vorlaufbetrieb unter Sicherheitsverantwortung der Leit- und Sicherungstechnik war ab Oktober 2025 geplant, die kommerzielle Inbetriebnahme für Dezember 2026. Im Juli 2025 wurde der Beginn des Vorlaufbetriebs nochmals verschoben, vom Oktober 2025 auf Februar 2026.
Die Strecke ist für den Personenfern- und -nahverkehr konzipiert. Außerdem ist der Einsatz leichter Güterzüge vorgesehen.
Eine Verkehrsprognose erwartet für das Jahr 2025 zwischen Hauptbahnhof und Flughafenbereich eine Querschnittsbelastung von 54.400 Reisenden pro Tag. Am Flughafen vorbei sollen davon 24.800 Reisende fahren. Für den weiteren Verlauf bis Wendlingen wurden 35.800 Reisende prognostiziert.
Für die Strecke Stuttgart–Ulm wollte DB Fernverkehr zwei Lokomotiven der Baureihe 245 als Abschlepploks beschaffen. Da die ETCS-Ausrüstung der Lokomotiven keine Zulassung erhielt, stornierte die DB die Bestellung und bestellte Lokomotiven vom Typ Vectron Dual Mode, die ab 2026 zum Einsatz kommen sollen.

## Kosten und Finanzierung
Der Bund beteiligt sich mit einem Festbetrag von 563,8 Millionen Euro an der Einbindung der Schnellfahrstrecke Wendlingen–Ulm in den Knoten Stuttgart. Die Europäische Union beteiligt sich an der Finanzierung.
Die Strecke wurde im Zuge der Bedarfsplanüberprüfung 2010 als „Einbindung in den Knoten Stuttgart“, als Teil der „ABS/NBS Stuttgart – Ulm – Augsburg inkl. Einbindung in den Knoten Stuttgart“, volkswirtschaftlich bewertet. Dabei wurden für die Kosten von Stuttgart 21 nur der Bundesanteil nach Bundesschienenwegeausbaugesetz von 564 Millionen Euro zu Grunde gelegt und dem Nutzen für den Schienenpersonenfern- sowie Güterverkehr gegenübergestellt. Im Ergebnis wurde ein Nutzen-Kosten-Faktor von 1,2 ermittelt. Unter der Annahme, dass die Mottgers-Spange und weitere Ausbau zwischen Fulda und Erfurt auf absehbare Zeit nicht realisiert werde, erhöhe sich dieser Wert auf 1,5. Außerhalb des Zuständigkeitsbereichs des Bundes liegende Nutzen (Schienenpersonennahverkehr, städtebauliche Nutzen, regionalwirtschaftliche Vorteile) waren aus anderen Quellen zu finanzieren und wurden in der Bewertung des Bundes nicht mit berücksichtigt.

## Technik
Die Strecke soll durchgängig eine Feste Fahrbahn mit einem Gleismittenabstand von 4,50 m erhalten.
Der mit der Schlichtung des Projekts Stuttgart 21 betraute Heiner Geißler schlug in seinem Schlichterspruch am 30. November 2010 vor, die Strecke mit konventioneller Zugsicherungstechnik auszurüsten.
Inzwischen ist geplant, die Strecke in den Digitalen Knoten Stuttgart zu integrieren und dabei mit Digitalen Stellwerken, ETCS und automatisiertem Fahrbetrieb auszurüsten. Der Streckenabschnitt gehört zukünftig zum Stell- und RBC-Bereich Fernbahn, der von einem in Waiblingen entstehenden Bedien- und Technikstandort (mit Digitalem Stellwerk) gesteuert werden soll. Aufgrund verschiedener Probleme wurde ab Mitte 2023 ein Anlaufbetrieb mit wenigen Blöcken erwogen und letztlich verworfen.